# Franziskanerstraße 10 (Mönchengladbach)

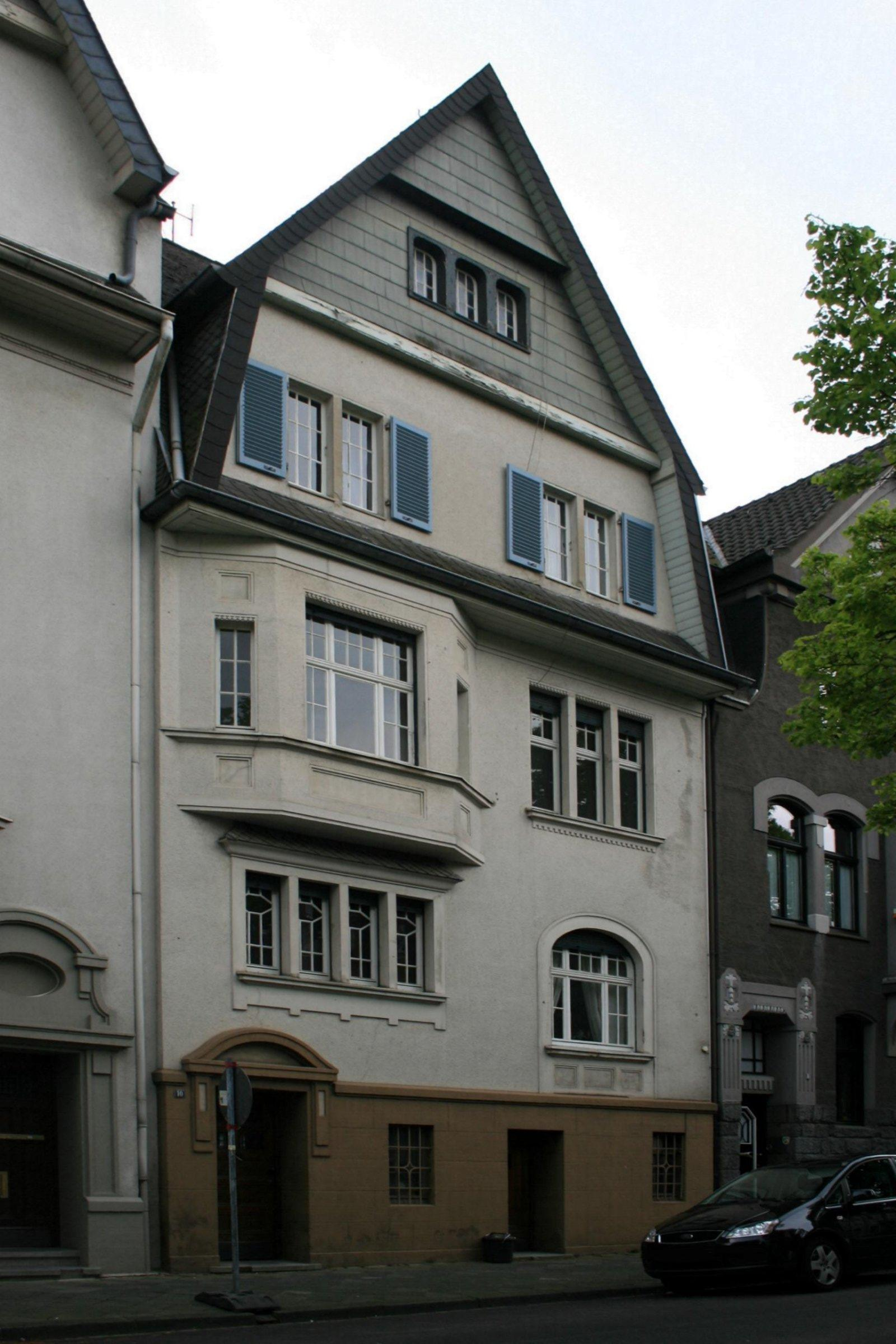
Wohnhaus (2010)

Das Wohnhaus Franziskanerstraße 10 steht im Stadtteil Windberg in Mönchengladbach (Nordrhein-Westfalen).
Das Gebäude wurde 1912 erbaut. Es ist unter Nr. F 022 am 9. März 1994 in die Denkmalliste der Stadt Mönchengladbach eingetragen worden.

## Architektur
Bei dem Objekt handelt es sich um ein zweigeschossiges Wohnhaus, mit einem zum Vollgeschoss ausgebauten Mansarddach aus dem Jahre 1912. Asymmetrische Fassadengliederung unter einem die gesamte Hausfront umspannenden Dreiecksgiebel.